# 灰褐乳菇
灰褐乳菇（學名：Lactarius pyrogalus），俗稱火奶乳菇（fire-milk Lactarius），是一種擔子菌門真菌，隸屬於乳菇屬。這種真菌有著與別不同的灰色外表，並且有著其他灰色乳菇沒有的，間隔很大的黃色菌褶。這種真菌通常在混合林地的地面上出現，尤其是榛樹下。

## 分類
灰褐乳菇最早是由法國真菌學家讓·巴蒂斯特·弗朗索瓦·皮埃爾·比利亞爾於1792年描述的，其學名為灰褐伞菌（Agaricus pyrogalus）。後來，瑞典真菌學家埃利亞斯·馬格努斯·弗里斯將其學名改為現名。其學名中的「pyrogalus」源自古希臘文詞彙「pyro-」和「gala」，兩者的意思分別是「火」和「奶」。

## 描述
灰褐乳菇的菌蓋直徑為5–10厘米（2–4英寸），呈灰色，且有時候會有些少黃色色調。部份菌蓋更點綴著粉紅色或紫色色調。其菌蓋呈凸面狀至扁平狀，且隨著年齡增加會變成漏斗形。菌蓋較薄，且在潮濕時會具粘性，但沒有光澤。其菌柄高4–6厘米，厚7–15毫米，通常為圓柱形的，但有時會有較大的底部。其顏色為白色或灰色。其菌褶是自基部沿蕈柄向下生長的，呈黃色或肉色，雖隨著年齡增加會變成肉桂赭色。這種間隔很大的黃色菌褶是這種真菌在乳菇屬中獨有的，其他乳菇均沒有此特性。其孢子印是淺赭色的，而其寬橢圓形的擔孢子的奈小則為7–8 x 5.5–7微米。

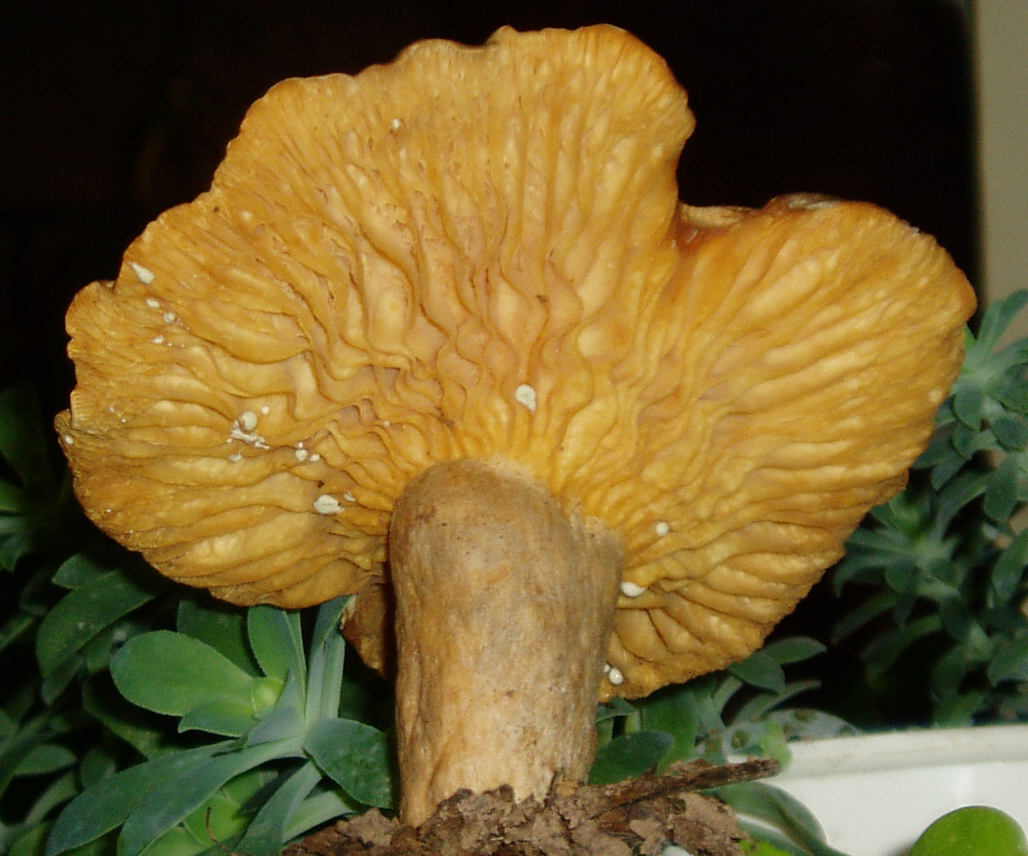
灰褐乳菇的底部視圖，可見其黃色菌褶之間的間隔很大

## 分佈及生境
灰褐乳菇是相當常見的，並且經常於秋季中的八月至十月期間，在榛樹下以單獨或散團的形式出現。因此，這種真菌在榛樹萌生林中較為常見。 這種真菌也會在其他混合樹林中出現。

## 可食性
灰褐乳菇有著非常辛辣的味道，並且其菌肉是具酸性的。也正是由於這個味道，這種真菌得到了其俗稱「火奶乳菇」。其中「火」是指其辛辣味道，而「奶」則是指其具酸性的菌肉。這種真菌儘管不是有毒的，但並不可供食用。這種真菌與其類似物種松乳菇不同，因為松乳菇被視為美味的真菌。

## 外部連結
- 灰褐乳菇在Index Fungorum中的資訊